# Naomi Rono
Naomi Rono là một chuyên gia kinh tế và phát triển chính sách công người Kenya. Cô là cố vấn trong văn phòng của Giám đốc điều hành của World Bank Group, có trụ sở tại Washington, DC.

## Nền tảng và giáo dục
Cô sinh ra ở Kenya và theo học tiểu học và trung học tại Kenya. Cô đã theo học Đại học Strathmore, tốt nghiệp với bằng Cử nhân Thương mại (BCom) năm 2006. Sau đó cô nhận được bằng Cao học Quản trị Công năm 2013 từ Đại học Quốc gia Úc (ANU), tại Canberra. Năm sau, cô nhận bằng Thạc sĩ Chính sách công (MPA), cũng từ ANU. Cô cũng có bằng Diploma về Phát triển Kinh tế và Phát triển Quốc tế của trường Đại học Amsterdam vào năm 2014.

## Kinh nghiệm làm việc
Trong bốn năm đầu tiên, cô làm Quản lý dự án tại "IQplus Kenya Limited", một công ty cung cấp các giải pháp tự động hóa cho khách hàng, có trụ sở tại Nairobi, từ tháng 3 năm 2007 đến tháng 6 năm 2011. Sau đó, trong một khoảng thời gian sáu năm, từ tháng 8 năm 2011 đến tháng 7 năm 2017, Rono được tuyển dụng làm Chuyên viên phân tích chính sách cao cấp tại Viện Kế toán Công chứng Kenya (ICPAK), có trụ sở tại Nairobi. Trong thời gian này, cô cũng là Cán bộ Giáo dục Quốc gia tại Hội đồng Sinh viên Quốc tế Úc, tại Canberra, Úc. Vào tháng 8 năm 2017, cô được bổ nhiệm làm Cố vấn tại Văn phòng Giám đốc Điều hành của World Bank Group, và cô vẫn làm việc tại đó vào tháng 11 năm 2017.